# Discovery (Schiff, 1789)
Die Discovery, auch HMS Discovery, war ein Schiff der britischen Royal Navy, das 1789 für die Expedition unter George Vancouver als Vollschiff gebaut wurde.

## Geschichte
Vancouvers Auftrag war die Erkundung der kanadischen Pazifikküste, Verhandlungen  mit den Spaniern über die Übernahme des Nootka-Sunds zu führen und eine Nordwestpassage zu finden. Die Discovery wurde als unklassifiziertes Kriegsschiff (sloop-of-war) mit 10 Vierpfünder-Kanonen und 10 Drehbassen eingestuft. Die Musterrolle für die Reise umfasste 154 Männer. Neben George Vancouver gehörten unter anderem auch Peter Puget, Archibald Menzies oder Thomas Pitt sowie der „Widow’s man“ zur Besatzung. Der „Widow’s man“ ist dabei ein fiktiver Seemann, der in der Musterrolle viele Schiffe der Royal Navy dieser Zeit stand und zur Versorgung der Witwen von verschiedenen Seemännern diente.
Am 1. April 1791 brach die Discovery zusammen mit der Chatham, unter dem Kommando von William Broughton, von Falmouth auf. Sie nahm die Ostroute über Kapstadt und landete an der Südküste Australiens.
Die Winterpause 1791/92 verbrachte das Schiff vor Tahiti und landete am 17. April 1792 an der Westküste Nordamerikas. Nach Erkundungen entlang der Küste fuhr es zur Winterpause 1792/93 nach Hawaii. Während des Jahres 1793 erkundete es die Westküste Nordamerikas bis zum 56. Breitengrad. Zur Winterpause 1793/94 fuhr das Schiff erneut nach Hawaii. 1794 führten die Erkundungen es bis zum 60. Breitengrad. Eine Nordwest-Passage konnte nicht gefunden werden und die Verhandlungen über den Nootka-Sund verliefen ohne Ergebnis. So fuhr das Schiff 1795 über Kap Hoorn zurück nach London, wo es am 20. Oktober 1795 ankam.
1799 wurde die Discovery zur Bombarde (Mörser-Schiff) umgebaut und 1801 in der Seeschlacht von Kopenhagen eingesetzt. (Mörser-Schiffe dienten zum Beschießen von Befestigungsanlagen an Land.)
Ab 1818 wurde sie zum Transport von Gefangenen eingesetzt und schließlich im Jahr 1834 abgewrackt.